# Embelia
Genre
Embelia est un genre de plantes à fleurs de la famille des Primulaceae en classification phylogénétique APG III (2009) et en classification phylogénétique APG IV (2016).

## Liste d'espèces
Selon Catalogue of Life (3 octobre 2017) :
- Embelia adnata Bedd. ex C. B. Cl.
- Embelia angulosa King & Gamble
- Embelia angustifolia (A. DC.) A. DC.
- Embelia arborea A. DC.
- Embelia arfakensis Kanehira & Hatusima
- Embelia arunachalensis R.K.Choudhary, R.C.Srivast. & Arup K.Das
- Embelia australiana (F. Muell.) Mez
- Embelia basankusuensis A. Taton
- Embelia bataanensis Merr.
- Embelia biflora Mez
- Embelia boivinii Mez
- Embelia borneensis Scheff
- Embelia brassii H. Sleumer
- Embelia buxifolia Ridl.
- Embelia canescens Jack ex Roxb.
- Embelia carnosisperma C.Y. Wu & C. Chen
- Embelia caulialata S.T. Reynolds
- Embelia clarkei Bedd. & Mez ex Mez
- Embelia comorensis Mez
- Embelia concinna Baker
- Embelia cordata Philipson
- Embelia coriacea Wall.
- Embelia corymbifera Mez
- Embelia cotinoides (S. Moore) Merr.
- Embelia cuneata C.M. Hu & J.E. Vidal
- Embelia curvinervia S.T. Reynolds
- Embelia dasythyrsa Miq.
- Embelia deivanuae R.O. Gardner
- Embelia demissa Cordem.
- Embelia djalonensis A. Cheval. ex Hutchinson & Dalziel
- Embelia drupacea (Dennst.) M.R. Almeida & S.M. Almeida
- Embelia effusa Mez
- Embelia elevativena Kanehira & Hatusima
- Embelia elliptica Merr.
- Embelia floribunda Wall.
- Embelia frondosa (King ex Gamble) D.G. Long
- Embelia furculosa B.C. Stone
- Embelia furfuracea Coll. & Hemsl.
- Embelia gallatlyi King & Gamble
- Embelia gardneriana Wight
- Embelia gerardii A. Taton
- Embelia gracilenta S. Moore
- Embelia gracilis Turrill
- Embelia grandifolia Fletcher
- Embelia grayi S.T. Reynolds
- Embelia halconensis Merr.
- Embelia henryi E. Walker
- Embelia impressa Fletcher
- Embelia incumbens Mez
- Embelia javanica A. DC.
- Embelia keniensis R. E. Fries
- Embelia kerrii Fletcher
- Embelia kuborensis H. Sleumer
- Embelia laeta
- Embelia legnophylla B.C. Stone
- Embelia libeniana A. Taton
- Embelia loheri Merr.
- Embelia luzoniensis Merr.
- Embelia macrocarpa King & Gamble
- Embelia madagascariensis A. DC.
- Embelia micrantha A. DC.
- Embelia microcalyx Kurz
- Embelia microphylla Merr.
- Embelia mildbraedii Gilg & Schellenb.
- Embelia minutifolia Stapf
- Embelia multiflora A. Taton
- Embelia myriantha Mez
- Embelia myrtillus (Hook.) Kurz
- Embelia nigropunctata Merr.
- Embelia nilotica Oliver
- Embelia nutans Wall.
- Embelia obtusiuscula Mez
- Embelia ottoniana H. Sleumer
- Embelia ovata Scheff.
- Embelia ovatifolia Merr.
- Embelia pacifica Hillebr.
- Embelia palauensis Mez
- Embelia parviflora Wall. ex A. DC.
- Embelia pauciflora Diels
- Embelia penangiana (Oliv.) Mez
- Embelia pergamacea Bl. ex A. DC.
- Embelia phaeadenia Stapf
- Embelia philippensis A. DC.
- Embelia polypodioides Hemsl. & Mez
- Embelia procumbens Hemsl.
- Embelia pullenii H. Sleumer
- Embelia pyrifolia (Willd. ex Roem. & Schult.) Mez
- Embelia resinosa Kanehira & Hatusima
- Embelia retata Mez
- Embelia ribes
- Embelia rigida Mez
- Embelia rodgeri W. W. Smith
- Embelia rotundifolia Ridl.
- Embelia rowlandii Gilg
- Embelia rugosa (King & Gamble) Ridl.
- Embelia ruminata (E. Mey. ex A. DC.) Mez
- Embelia sarasinorum Mez
- Embelia scandens (Lour.) Mez
- Embelia schimperi Vatke
- Embelia scortechinii King & Gamble
- Embelia sessiliflora Kurz
- Embelia singalangensis Scheff.
- Embelia sootepensis Craib
- Embelia spiraeoides Stapf
- Embelia subcordata Ridl.
- Embelia tiwiensis Jackes
- Embelia togoensis Gilg & Schellenb.
- Embelia tortuosa Stapf
- Embelia tropophylla H. Perrier
- Embelia tsjeriam-cottam (Roem. & Schult.) A. DC.
- Embelia undulata (Wall.) Mez
- Embelia upembensis A. Taton
- Embelia vaupelii Mez
- Embelia vestita Roxb.
- Embelia viridiflora (DC.) Scheff.
- Embelia welwitschii (Hiern) K. Schum.
- Embelia whitfordii Merr.
- Embelia xylocarpa P. Halliday

Selon GRIN (3 octobre 2017) :
- Embelia basaal (Roem. & Schult.) A. DC.
- Embelia floribunda Wall.
- Embelia laeta (L.) Mez
- Embelia ribes Burm. f.
- Embelia schimperi Vatke
- Embelia tsjeriam-cottam (Roem. & Schult.) A. DC.

Selon ITIS (3 octobre 2017) :
- Embelia pacifica Hillebr.

Selon NCBI (3 octobre 2017) :
- Embelia aurantiaca
- Embelia australiana
- Embelia cotinoides
- Embelia floribunda
- Embelia grayi
- Embelia laeta
- Embelia parviflora
- Embelia philippinensis
- Embelia ribes
- Embelia rudis
- Embelia tsjeriam-cottam
- Embelia undulata
- Embelia vestita
- Embelia xylocarpa

Selon The Plant List (3 octobre 2017) :
- Embelia aberrans E.H.Walker
- Embelia adnata Bedd. ex C.B.Clarke
- Embelia angulosa King & Gamble
- Embelia angustifolia (A.DC.) A.DC.
- Embelia arborea A.DC.
- Embelia arfakensis Kaneh. & Hatus.
- Embelia arunachalensis R.K.Choudhary, R.C.Srivast. & Arup K.Das
- Embelia australiana (F.Muell.) Mez
- Embelia basankusuensis Taton
- Embelia bataanensis Merr.
- Embelia biflora Mez
- Embelia boivinii Mez
- Embelia borneensis Scheff.
- Embelia brassii Sleumer
- Embelia buxifolia Ridl.
- Embelia canescens Jack ex Roxb.
- Embelia carnosisperma C.Y.Wu & C.Chen
- Embelia caulialata S.T.Reynolds
- Embelia clarkei Bedd. & Mez
- Embelia clusiifolia Miq.
- Embelia comorensis Mez
- Embelia concinna Baker
- Embelia cordata Philipson
- Embelia coriacea Wall. ex A.DC.
- Embelia corymbifera Mez
- Embelia cotinoides (S.Moore) Merr.
- Embelia cuneata C.M.Hu & J.E.Vidal
- Embelia curvinervia S.T.Reynolds
- Embelia cyrtobotrya Miq.
- Embelia dasythyrsa Miq.
- Embelia deivanuae R.O.Gardner
- Embelia demissa Cordem.
- Embelia djalonensis A.Chev. ex Hutch. & Dalziel
- Embelia drupacea (Dennst.) M.R.Almeida & S.M.Almeida
- Embelia effusa Mez
- Embelia elevativena Kaneh. & Hatus.
- Embelia elliptica Merr.
- Embelia floribunda Wall.
- Embelia foetida Gilg & Schellenb.
- Embelia frangulifolia (Span.) Mez
- Embelia frondosa (King ex Gamble) D.G.Long
- Embelia fulva Mez
- Embelia furculosa B.C.Stone
- Embelia furfuracea Collett & Hemsl.
- Embelia gallatlyi King & Gamble
- Embelia gardneriana Wight
- Embelia gerardii Taton
- Embelia gracilenta S.Moore
- Embelia gracilis Turrill
- Embelia grandifolia H.R.Fletcher
- Embelia grayi S.T.Reynolds
- Embelia halconensis Merr.
- Embelia henryi E.H.Walker
- Embelia impressa H.R.Fletcher
- Embelia incumbens Mez
- Embelia javanica A.DC.
- Embelia keniensis R.E.Fr.
- Embelia kerrii H.R.Fletcher
- Embelia kuborensis Sleumer
- Embelia laeta (L.) Mez
- Embelia ledermannii Gilg & Schellenb.
- Embelia legnophylla B.C.Stone
- Embelia libeniana Taton
- Embelia loheri Merr.
- Embelia longifolia (Benth.) Hemsl.
- Embelia luzoniensis Merr.
- Embelia macrocarpa King & Gamble
- Embelia madagascariensis A.DC.
- Embelia micrantha (A.DC.) A.DC.
- Embelia microcalyx Kurz
- Embelia microphylla Merr.
- Embelia mildbraedii Gilg & Schellenb.
- Embelia minutifolia Stapf
- Embelia multiflora Taton
- Embelia myriantha Mez
- Embelia myrtillus (Hook.) Kurz
- Embelia nigropunctata Merr.
- Embelia nilotica Oliv.
- Embelia novoguineensis Kaneh. & Hatus.
- Embelia nutans Wall.
- Embelia oblongifolia Hemsl.
- Embelia obtusiuscula Mez
- Embelia oleifolia S.Moore
- Embelia ottoniana Sleumer
- Embelia ovata Scheff.
- Embelia ovatifolia Merr.
- Embelia pacifica Hillebr.
- Embelia palauensis Mez
- Embelia papuana S.Moore
- Embelia parviflora Wall. ex A.DC.
- Embelia pauciflora Diels
- Embelia penangiana (Oliv.) Mez
- Embelia pergamacea A.DC.
- Embelia phaeadenia Stapf
- Embelia philippinensis A.DC.
- Embelia polypodioides Mez
- Embelia porteana Mez
- Embelia procumbens Hemsl.
- Embelia pullenii Sleumer
- Embelia pyrifolia (Willd. ex Roem. & Schult.) Mez
- Embelia racemosa (Hassk.) Hassk. ex Scheff.
- Embelia resinosa Kaneh. & Hatus.
- Embelia retata Mez
- Embelia reticulata (A.DC.) Wall. ex Mez
- Embelia ribes Burm.f.
- Embelia rigida Mez
- Embelia rodgeri W.W.Sm.
- Embelia rotundifolia Ridl.
- Embelia rowlandii Gilg
- Embelia rugosa (King & Gamble) Ridl.
- Embelia ruminata (E.Mey. ex A.DC.) Mez
- Embelia sarasinorum Mez
- Embelia scandens (Lour.) Mez
- Embelia schimperi Vatke
- Embelia scortechinii King & Gamble
- Embelia sessiliflora Kurz
- Embelia singalangensis Scheff.
- Embelia sootepensis Craib
- Embelia spiraeoides Stapf
- Embelia subcordata Ridl.
- Embelia subcoriacea (C.B.Clarke) Mez
- Embelia togoensis Gilg & Schellenb.
- Embelia tortuosa Stapf
- Embelia tropophylla H.Perrier
- Embelia tsjeriam-cottam (Roem. & Schult.) A.DC.
- Embelia upembensis Taton
- Embelia urdanetensis Elmer
- Embelia vaupelii Mez
- Embelia vestita Roxb.
- Embelia viridiflora (A.DC.) Scheff.
- Embelia welwitschii (Hiern) K.Schum.
- Embelia whitfordii Merr.
- Embelia xylocarpa P.Halliday
- Embelia zollingeri Mez

Selon Tropicos (3 octobre 2017) (Attention liste brute contenant possiblement des synonymes) :
- Embelia aberrans E. Walker
- Embelia abyssinica Baker
- Embelia acuminata Merr.
- Embelia acuta (Dennst.) Alston
- Embelia acutipetala (Lam. ex Hassk.) S.M. Almeida & M.R. Almeida
- Embelia adnata Bedd. ex C.B. Clarke
- Embelia amentacea C.B. Clarke
- Embelia angulosa King & Gamble
- Embelia angustifolia (A. DC.) A. DC.
- Embelia arborea A. DC.
- Embelia arfakensis Kaneh. & Hatus.
- Embelia arunachalensis
- Embelia aurantiaca (Wall.) Wadhwa
- Embelia australiana (F. Muell.) F.M. Bailey
- Embelia bambusetii Gilg & Schellenb.
- Embelia barbeyana Mez
- Embelia baronii Mez
- Embelia basaal A. DC.
- Embelia basankusuensis Taton
- Embelia bataanensis Merr.
- Embelia batesii S. Moore
- Embelia biflora Mez
- Embelia blinii H. Lév.
- Embelia bodinieri H. Lév.
- Embelia boivinii Mez
- Embelia bonii Gagnep.
- Embelia borneensis Scheff.
- Embelia bracteosa Scheff.
- Embelia brassii Sleumer
- Embelia burmanni Retz.
- Embelia buxifolia Ridl.
- Embelia calcarea H.R. Fletcher
- Embelia canescens Jack ex Wall.
- Embelia carnosisperma C.Y. Wu & C. Chen
- Embelia caulialata S.T. Reynolds
- Embelia cavaleriei H. Lév.
- Embelia clarkei Bedd. & Mez ex Mez
- Embelia clusiaefolia Miq.
- Embelia comorensis Mez
- Embelia concinna Baker
- Embelia cordata Philipson
- Embelia coriacea Wall. ex A. DC.
- Embelia corymbifera Mez
- Embelia cotinoides (S. Moore) Merr.
- Embelia cuneata C.M. Hu & J.E. Vidal
- Embelia curvinervia S.T. Reynolds
- Embelia cyrtobotrya Miq.
- Embelia dahomensis A. Chev.
- Embelia dasyantha Gilg & G. Schellenb.
- Embelia dasythyrse Miq.
- Embelia deivanuae R.O. Gardner
- Embelia demissa Cordem.
- Embelia dentata Buch.-Ham. ex Wall.
- Embelia dielsii H. Lév.
- Embelia disticha H.R. Fletcher
- Embelia djalonensis A. Chev.
- Embelia drupacea (Dennst.) M.R. Almeida & S.M. Almeida
- Embelia effusa Mez
- Embelia elevativena Kaneh. & Hatus.
- Embelia elliptica Merr.
- Embelia erythrocarpa Gilg
- Embelia esculenta D. Don
- Embelia esquirolii H. Lév.
- Embelia ferruginea A. DC.
- Embelia floribunda Wall.
- Embelia flueckigeri F. Muell.
- Embelia foetida Gilg & G. Schellenb.
- Embelia fordii (Hemsl.) Mez
- Embelia frangulifolia Mez
- Embelia frondosa (King & Gamble) D.G. Long
- Embelia fulva Mez
- Embelia furculosa B.C. Stone
- Embelia furfuracea Coll & Hemsl.
- Embelia gallatlyi King & Gamble
- Embelia gamblei Kurz ex C.B. Clarke
- Embelia garciniaefolia Miq.
- Embelia garciniifolia Wall. ex Ridl.
- Embelia gardneriana Wight
- Embelia gerardii Taton
- Embelia gilgii Mez
- Embelia glandulifera Wight
- Embelia gossweileri Cavaco
- Embelia gracilenta S. Moore
- Embelia gracilis Turrill
- Embelia grandifolia H.R. Fletcher
- Embelia grayi S.T. Reynolds
- Embelia grossularia Retz.
- Embelia guineensis Baker
- Embelia hainanensis Merr.
- Embelia halconensis Merr.
- Embelia henryi E. Walker
- Embelia hillebrandii Mez
- Embelia impressa Fletcher
- Embelia incumbens Mez
- Embelia indica J.F. Gmel.
- Embelia javanica A. DC.
- Embelia jussiaei A. DC.
- Embelia kaopoensis H. Lév.
- Embelia keniensis R.E. Fr.
- Embelia kerrii Fletcher
- Embelia kilimandscharica Gilg
- Embelia kinabaluensis Wernham
- Embelia kraussii Harv.
- Embelia kuborensis Sleumer
- Embelia laeta (L.) Mez
- Embelia lampani Scheff.
- Embelia latifolia Mez
- Embelia ledermannii Gilg & G. Schellenb.
- Embelia legnophylla B.C. Stone
- Embelia lenticellata Hayata
- Embelia libeniana Taton
- Embelia loheri Merr.
- Embelia longifolia (Benth.) Hemsl.
- Embelia lucida Wall. ex A. DC.
- Embelia luzoniensis Merr.
- Embelia macrocarpa King & Gamble
- Embelia macrophylla Blume ex Scheff.
- Embelia madagascariensis A. DC.
- Embelia micrantha (A. DC.) A. DC.
- Embelia microcalyx Kurz
- Embelia microphylla Merr.
- Embelia mildbraedii Gilg & G. Schellenb.
- Embelia minahassae Koord.
- Embelia minutifolia Stapf
- Embelia mujenja Gilg
- Embelia multiflora Taton
- Embelia myriantha Mez
- Embelia myrtifolia Hemsl. & Mez
- Embelia myrtillus Kurz
- Embelia nagushia D. Don
- Embelia nervosa A. DC.
- Embelia nigropunctata Merr.
- Embelia nigroviridis C. Chen
- Embelia nilotica Oliv.
- Embelia nitida Mez
- Embelia novoguineensis Kaneh. & Hatus.
- Embelia nummularifolia Baker
- Embelia nutans Wall.
- Embelia nyassana Gilg
- Embelia oblongata Miq.
- Embelia oblongifolia Hemsl.
- Embelia obovata (Benth.) Hemsl.
- Embelia obtusa (Dennst.) Alston
- Embelia obtusiuscula Mez
- Embelia oleifolia S. Moore
- Embelia oleoides Druce
- Embelia oppositifolia Koord.
- Embelia ottoniana Sleumer
- Embelia ovata Scheff.
- Embelia ovatifolia Merr.
- Embelia pacifica Hillebr.
- Embelia palauensis Mez
- Embelia paniculata Moon
- Embelia papuana S. Moore
- Embelia parviflora Wall. ex A. DC.
- Embelia pauciflora Diels
- Embelia pellucida (Hiern) K. Schum.
- Embelia penangiana Mez
- Embelia penduliramula Hayata
- Embelia pergamacea A. DC.
- Embelia pergamenacea A. DC.
- Embelia phaeadenia Stapf
- Embelia philippinensis A. DC.
- Embelia picta A. DC.
- Embelia polypodioides Hemsl. & Mez
- Embelia porteana Mez
- Embelia procumbens Hemsl.
- Embelia prunifolia Mez
- Embelia pulchella Mez
- Embelia pullenii Sleumer
- Embelia pygaeifolia Koord.
- Embelia pyrifolia (Willd. ex Roem. & Schult.) Mez
- Embelia racemosa Hassk. ex Scheff.
- Embelia ramosa Wall. & G. Don
- Embelia resinosa Kaneh. & Hatus.
- Embelia retata Mez
- Embelia reticulata (A. DC.) Wall. ex Mez
- Embelia retusa Gilg
- Embelia ribes Burm. f.
- Embelia ridleyi King & Gamble
- Embelia rigida Mez
- Embelia robusta Roxb.
- Embelia rodgeri W.W. Sm.
- Embelia rotundifolia Ridl.
- Embelia rowlandii Gilg
- Embelia rubrinervis H. Lév.
- Embelia rubroviolacea H. Lév.
- Embelia rudis Hand.-Mazz.
- Embelia rugosa Ridl.
- Embelia ruminata Mez
- Embelia sarasinorum Mez
- Embelia sarmentosa Baker
- Embelia saxatilis Hemsl.
- Embelia scandens (Lour.) Mez
- Embelia schimperi Vatke
- Embelia schlechteri H. Lév.
- Embelia scortechinii King & Gamble
- Embelia sessiliflora Kurz
- Embelia singalangensis Scheff.
- Embelia sootepensis Craib
- Embelia spiraeoides Stapf
- Embelia stolzii Gilg
- Embelia stricta Craib
- Embelia subcordata Ridl.
- Embelia subcoriacea (C.B. Clarke) Mez
- Embelia sumatrana Miq.
- Embelia tenuis Mez
- Embelia tessmannii Gilg & G. Schellenb.
- Embelia tetrandra J. Graham
- Embelia tibatiensis Gilg & G. Schellenb.
- Embelia togoensis Gilg & G. Schellenb.
- Embelia tortuosa Stapf
- Embelia triquetra Cordem.
- Embelia tropophylla H. Perrier
- Embelia tsjeriamcottam A. DC.
- Embelia umphylla Wall. ex A. DC.
- Embelia undulata (Wall.) Mez
- Embelia upembensis Taton
- Embelia urdanetensis Elmer
- Embelia urophylla Wall. ex A. DC.
- Embelia valbrayi H. Lév.
- Embelia vaniotii H. Lév.
- Embelia variabilis Cordem.
- Embelia vaupelii Mez
- Embelia vestita Kurz
- Embelia villosa A. DC.
- Embelia viridiflora Scheff.
- Embelia welwitschii (Hiern) K. Schum.
- Embelia whitfordii Merr.
- Embelia xylocarpa P. Halliday
- Embelia zollingeri Mez